# Падерно-Понкьелли
Падерно-Понкьелли (итал. Paderno Ponchielli) — коммуна в Италии, располагается в регионе Ломбардия, подчиняется административному центру Кремона.
Ранее называлась Падерно-Фазоларо и была переименована в честь родившегося здесь композитора Амилькаре Понкьелли.
Население составляет 1439 человек по состоянию на 2016 год, плотность населения 62,5 чел./км². Занимает площадь 23 км². Почтовый индекс — 26024. Телефонный код — 0374.

## История
Коммуна была образована в 1928 году, включив в себя города Оссоларо и Падерно Кремонезе. В 1841 году были аннексированы Сан Гервазио и 1867 году Аквалунга Бадона.
Первоначально коммуна была названа как Падерно-Фазоларо (итал. Paderno Ossolaro), нынешнее название было принято в 1950 году в честь композитора Амилькаре Понкьелли, который родился здесь в 1834 году.
Покровителем коммуны почитается святой Далмаций из Педоны.